# Trichodes apiarius
Trichodes apiarius är en skalbaggsart som först beskrevs av Carl von Linné 1758.  Trichodes apiarius ingår i släktet Trichodes, och familjen brokbaggar. Arten har ej påträffats i Sverige.

## Bildgalleri

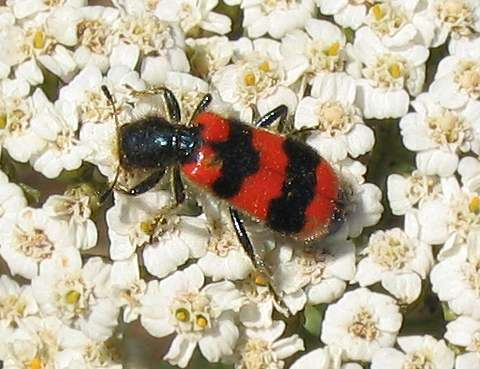
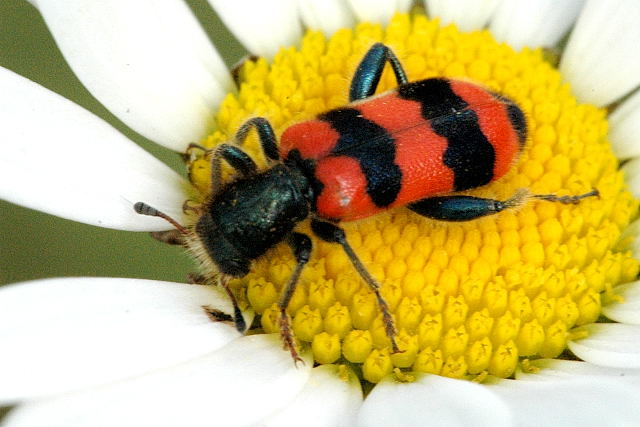
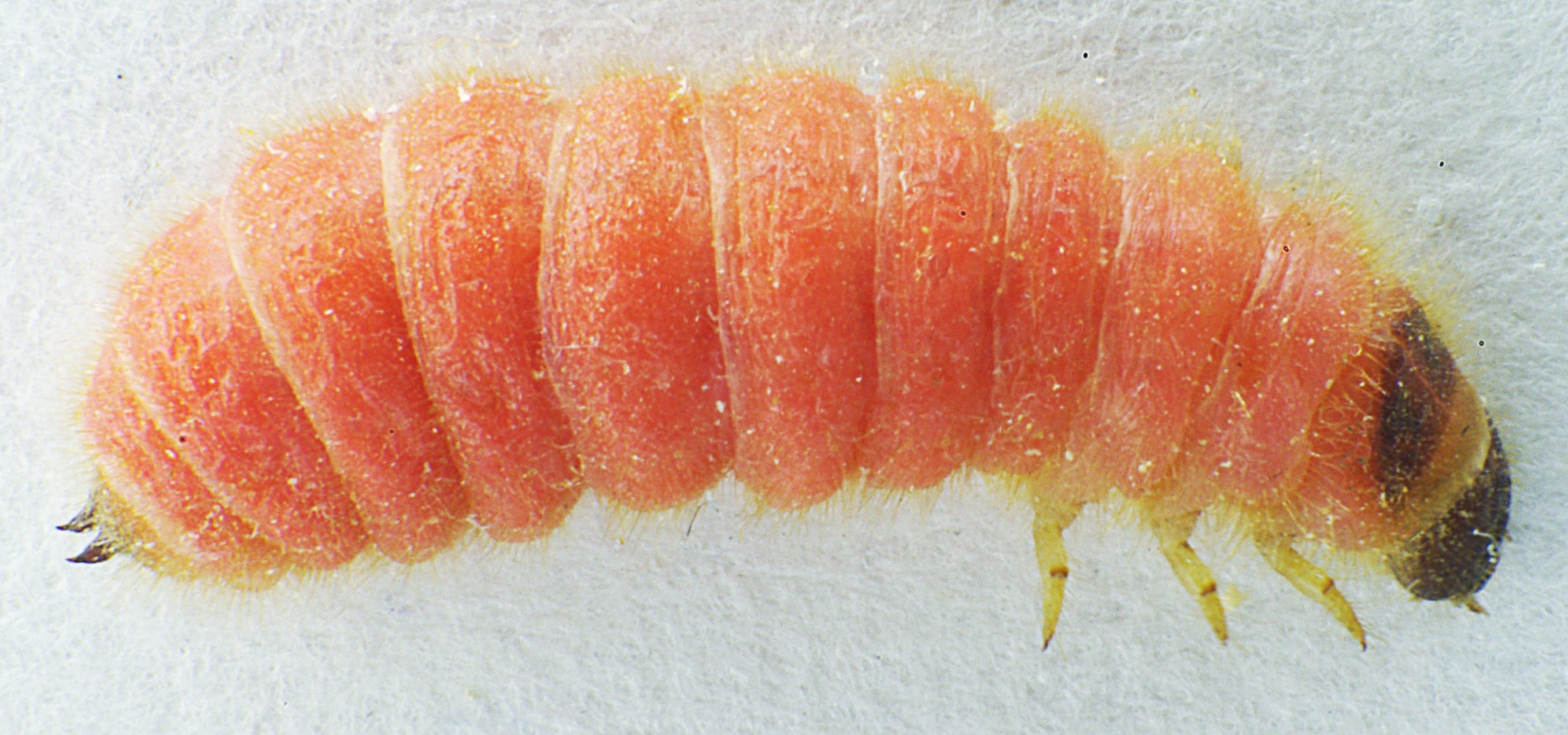
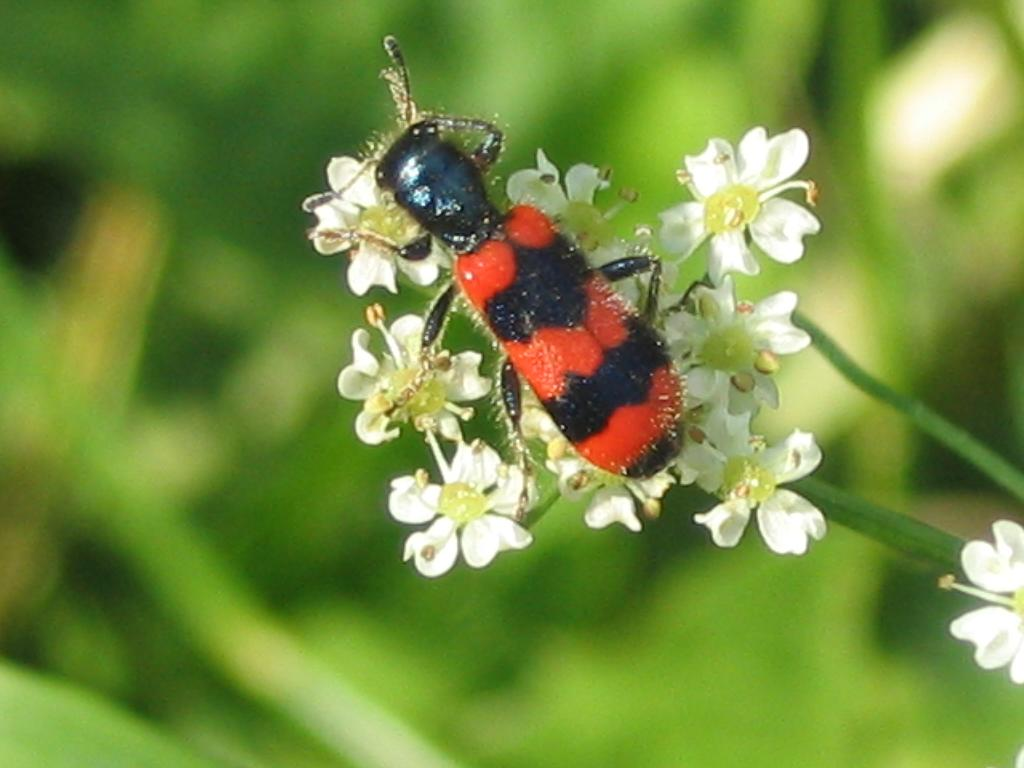
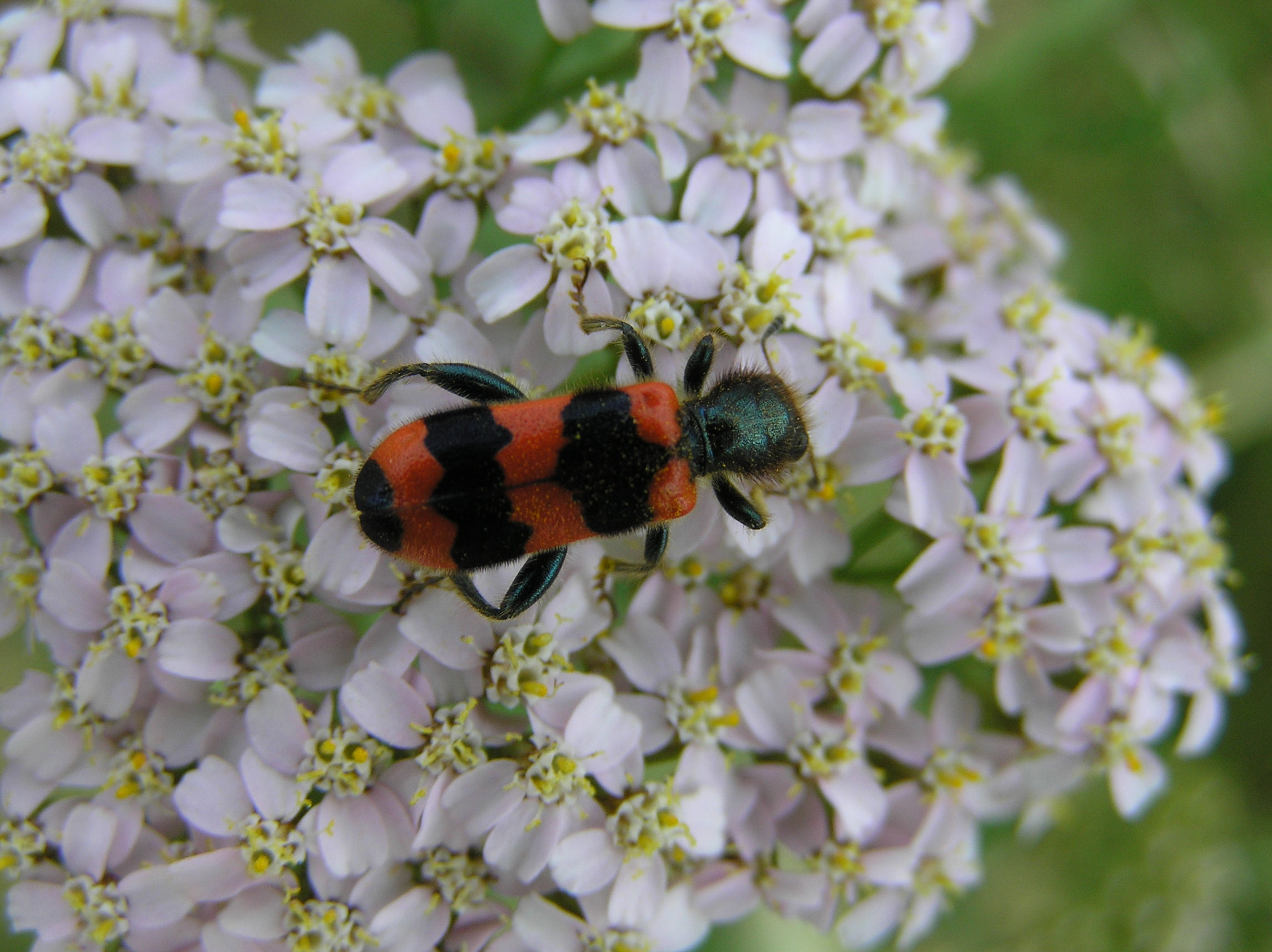